# (8151) Andranada
(8151) Andranada est un astéroïde de la ceinture principale.

## Description
(8151) Andranada est un astéroïde de la ceinture principale. Il fut découvert le 12 août 1986 à Naoutchnyï par Lioudmila Jouravliova. Il présente une orbite caractérisée par un demi-grand axe de 2,25 UA, une excentricité de 0,16 et une inclinaison de 4,2° par rapport à l'écliptique.

## Compléments